# Florence Guillemin
Florence Guillemin (1980. december 5.) francia nemzetközi női labdarúgó-játékvezető.

## Pályafutása

### Nemzetközi játékvezetés
A Francia labdarúgó-szövetség Játékvezető Bizottsága (JB) 2005-ben terjesztette fel nemzetközi játékvezetőnek, a Nemzetközi Labdarúgó-szövetség (FIFA) bíróinak keretébe. Több nemzetek közötti válogatott és klubmérkőzést vezetett. UEFA besorolás szerint a 2. kategóriában tevékenykedik.

#### Világbajnokság
A világbajnoki döntőhöz vezető úton Németországba a 2011-es női labdarúgó-világbajnokságra a FIFA JB bíróként alkalmazta.
| Időpont           | Helyszín                           | Mérkőzés típusa           | Mérkőzés                             | Eredmény | Nézők száma |
| ----------------- | ---------------------------------- | ------------------------- | ------------------------------------ | -------- | ----------- |
| 2009. október 25. | Bloomfield Road Stadion, Blackpool | előselejtező (5. csoport) | Anglia–Málta                         | 8 : 0    | 3 681       |
| 2010. június 24.  | OSiR-u Stadion, Racibórz           | előselejtező (4. csoport) | Lengyelország–Bosznia és Hercegovina | 1 : 0    |             |
| 2010. március 27. | Tofik Bahramov Stadion, Baku       | előselejtező (8. csoport) | Azerbajdzsán–Csehország              | 0 : 5    |             |